# George H. Plympton
George H. Plympton (nome completo George Holcombe Plympton), (New York, 2 settembre 1889 – Bakersfield, 11 aprile 1972) è stato uno sceneggiatore statunitense.
Nato a Brooklyn, fu un autore oltremodo prolifico: nella sua carriera iniziata nei primi anni dieci del Novecento collaborò a numerosi film e il suo nome, tra soggetti, sceneggiature e materiali, appare in almeno trecento film. 

## Filmografia
- Mrs. Carter's Necklace, regia di Van Dyke Brooke - cortometraggio (1912)
- Miser Murray's Wedding Present, regia di Van Dyke Brooke - cortometraggio (1914)
- Rainy, the Lion Killer, regia di Sidney Drew - cortometraggio (1914)
- The Locked Door, regia di Tefft Johnson - cortometraggio (1914)
- A Costume Piece, regia di Wilfrid North (1914)
- The Evolution of Percival, regia di Lee Beggs (1914)
- The Senator's Brother, regia di William Humphrey (1914)
- Burglarious Billy, regia di Lee Beggs (1915)

- The Alibi, regia di Paul Scardon (1916)
- The Scarlet Runner, regia di William P.S. Earle e Wally Van (1916)
- The Car and His Majesty, regia di William P.S. Earle e Wally Van (1916)
- The Nurenberg Watch, regia di William P.S. Earle e Wally Van (1916)
- The Masked Ball, regia di William P.S. Earle e Wally Van (1916)
- The Hidden Prince, regia di William P.S. Earle e Wally Van (1916)
- The Jacobean House, regia di William P.S. Earle e Wally Van (1916)
- The Mysterious Motor Car, regia di William P.S. Earle e Wally Van (1916)
- The Red Whiskered Man, regia di William P.S. Earle e Wally Van (1916)
- The Glove and the Ring, regia di William P.S. Earle e Wally Van (1916)
- The Gold Cigarette Case, regia di William P.S. Earle e Wally Van (1916)
- The Lost Girl, regia di William P.S. Earle e Wally Van (1916)
- The Missing Chapter, regia di William P.S. Earle e Wally Van (1916)
- The Car and the Girl, regia di William P.S. Earle e Wally Van (1916)

- The Tenderfoot, regia di William Duncan (1917)

- The Blind Adventure, regia di Wesley H. Ruggles (Wesley Ruggles) (1918)

- The Fifth Wheel, regia di David Smith (1918)

- Miss Ambition, regia di Henry Houry (1918)

- Thru the Flames, regia di Jack Nelson - sceneggiatura (1923)

- The Stolen Ranch, regia di William Wyler (1926)

- The Green Hornet, regia di Ford Beebe e Ray Taylor (1940)